# Саловка (Лямбірський район)
Са́ловка (рос. Саловка, ерз. Саловка) — село у складі Лямбірського району Мордовії, Росія. Входить до складу Саловського сільського поселення.

## Населення
Населення — 112 осіб (2010; 96 у 2002).
Національний склад (станом на 2002 рік):
- росіяни — 94 %